# 圣马丹勒埃贝尔
圣马丹勒埃贝尔（法語：Saint-Martin-le-Hébert，法語發音：[sɛ̃ maʁtɛ̃ lə ebɛʁ]）是法国芒什省的一个旧市镇，属于瑟堡区。2016年，圣马丹勒埃贝尔与临近的5个市镇合并为新市镇科唐坦地区布里克贝克。

## 地理
圣马丹勒埃贝尔（49°30'39"N, 1°36'30"W）面积2.13 平方千米，位于法国诺曼底大区芒什省，该省份为法国西北部沿海省份，西、北、东北三面环大西洋，东起顺时针与卡爾瓦多斯省、奧恩省、马耶讷省和伊勒-维莱讷省接壤。
与圣马丹勒埃贝尔接壤的市镇（或旧市镇、城区）包括：索特瓦、科唐坦地区布里克贝克、罗什维尔。

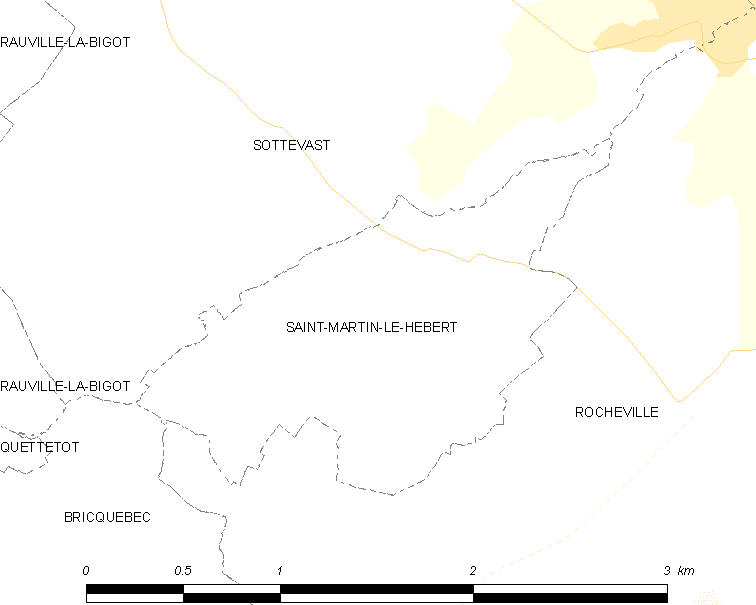
圣马丹勒埃贝尔的OSM定位图

圣马丹勒埃贝尔的时区为UTC+01:00、UTC+02:00（夏令时）。

## 行政
圣马丹勒埃贝尔的邮政编码为50260，INSEE市镇编码为50520。

## 政治
圣马丹勒埃贝尔所属的省级选区为科唐坦地区布里克贝克县。

## 人口

1962-2008年间圣马丹勒埃贝尔人口变化图示

圣马丹勒埃贝尔于2018年1月1日时的人口数量为167人。